# Louis Wilmet
Pour les articles homonymes, voir Wilmet.
Louis Wilmet, né le 23 septembre 1881 à Fosses-la-Ville et mort le 31 octobre 1965, est un peintre, aquarelliste, écrivain, historien et journaliste belge.
Son champ pictural couvre essentiellement les paysages, les portraits et les sujets religieux.
Homme de lettres, il est l'auteur d'une œuvre aussi abondante que diversifiée. Il écrit des biographies à caractère historique, des romans, des pièces de théâtre et des articles dans plusieurs quotidiens belges.

## Biographie

### Famille
Louis (Louis Adolphe) Wilmet, né le 23 septembre 1881 à Fosses-la-Ville, est le fils de Félix Wilmet (1847-1914), juriste, et d'Amélie Quinot (1847-1934). Ses trois frères et sa sœur entrent tous en religion. Le 6 mai 1924, il épouse à Neufchâteau Marie-Rose Poncelet, native de la ville. L'un de ses frères, chanoine de l'ordre des ordre des chanoines réguliers de Prémontré de Grimbergen, célèbre la messe nuptiale de l'écrivain. Établi à Genval en novembre 1924, le couple Wilmet n'a pas d'enfants,.

### Formation
Louis Wilmet reçoit une formation dispensée par différents artistes, puis, à l'issue de ses humanités gréco-latines, en 1900, il entre au bureau de son père et commence des études fiscales et juridiques, sans réussir le concours qui lui aurait permis d'entrer à l'administration de l'enregistrement et des domaines. Dès lors, il s'adonne exclusivement à ses passions personnelles. Après 1905, il publie quelques courtes œuvres littéraires, notamment dans La Revue générale, tandis que les démarches de ses amis afin de lui trouver un emploi dans une banque ou un ministère échouent. En septembre 1908, il réussit - et se classe second - le concours général du Ministère des Finances, grâce auquel il est engagé. Il demeure durant trois ans à Anvers comme surnuméraire de l'administration et mène en parallèle une vie intellectuelle épanouissante, fréquentant des artistes comme Ernest Wante,.

### Carrière
En 1911, Louis Wilmet publie son premier roman La Bruyère en fleur, inspiré par ses impressions en Campine. De 1914 à 1925, il travaille pour le ministère à Léau, Grimbergen, puis à Bruxelles. Déçu par la monotonie de son emploi, en mai 1925, il finit par donner sa démission, et se consacre exclusivement à l'art et à l'écriture. Conservateur, il écrit de nombreux articles dans les quotidiens belges, comme le Journal de Bruxelles, la La Libre Belgique et Le Vingtième siècle et donne des conférences sur divers sujets en rapport avec l'art, ses voyages ou la religion. 
Membre du Conseil Supérieur de la Société de Saint-Vincent-de-Paul, il organise des retraites liturgiques dans les années 1920, à Bruxelles et à l'Abbaye du Mont-César à Louvain. Lorsqu'en 1928, il publie un article contre la représentation de la nudité dans la peinture et la sculpture, il s'attire une réponse ironique du journaliste Charles Bernard qui voit en Louis Wilmet un artiste moraliste et idéalisant le réel.

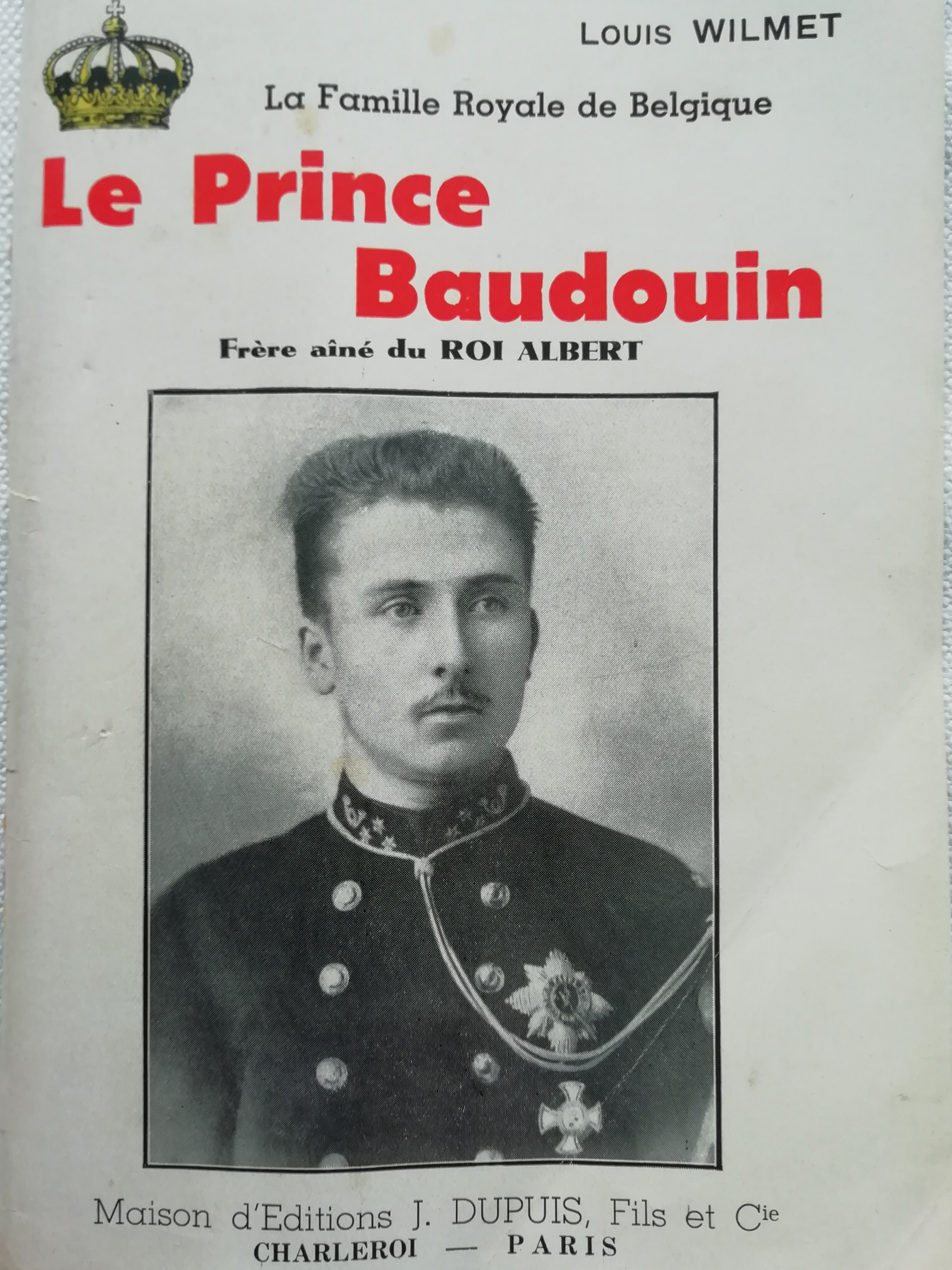
Le prince Baudouin, frère du roi Albert par Louis Wilmet (1938).

Lorsqu'il publie une biographie laudative du défunt roi Albert Ier en 1935, ses sœurs les princesses Henriette et Joséphine de Belgique charmées par le propos de l'auteur demandent à le rencontrer. Louis Wilmet et sa femme sont invités à dépouiller les archives des deux princesses qui souhaitent voir mise en évidence la vie de leur famille. Grâce à ces documents, il publie en 1938 Le prince Baudouin, frère du roi Albert. Toutefois, en raison de la Seconde guerre mondiale et de la Question royale, le projet initial d'écrire d'autres biographies consacrées au comte de Flandre et à sa famille est abandonné,.
Durant la Seconde Guerre mondiale, Louis Wilmet semble faire partie de l'Armée Secrète, un des principaux mouvements armés de la résistance intérieure belge, dans le bataillon « Panthère ». C’est probablement à ce titre qu’il est amené à inaugurer plusieurs monuments et à exalter le souvenir des morts lors des manifestations commémoratives de l'après-guerre.
Le catalogue de ses œuvres écrites comprend quelque 51 numéros, dont des biographies à caractère historique, des romans, des contes régionalistes, et des pièces de théâtre. En dépit d'une reconnaissance de son talent, Louis Wilmet est, à la fin de sa carrière, quelque peu amer en raison des déceptions essuyées par rapport à son « idéal ».
Louis Wilmet meurt le 31 octobre 1965 à Genval, à l'âge de 84 ans. Il est inhumé à Neufchâteau.

## Œuvre picturale

### Caractéristiques
Son champ pictural, exprimé dans ses tableaux et aquarelles, couvre les paysages, les portraits, les natures mortes et les sujets religieux. Parmi ses premiers tableaux connus, figurent Bruyère à Brecht et Dune ensoleillée à Calmpthout, peints peu avant 1914. Louis Wilmet réalise, en 1928, le chemin de croix de l'église de Wavre et des fresques ornant l'église Saint-Pierre à Maubroux-Genval en 1926, puis celles décorant les papeteries de Genval en 1937. 
Ses thèmes de prédilection sont des visions d'Ardenne, des paysages du Brabant, de la Campine et de l'Escaut. Ses voyages enrichissent sa palette : de 1924 à 1937, il se rend en Bretagne, en Grande-Bretagne, en Savoie, en Italie, en Suisse et dans le Midi de la France.

### Expositions
Plusieurs expositions personnelles sont consacrées à Louis Wilmet, à partir de 1923 et ce, durant plusieurs décennies. Il expose notamment en 1924, rue de la Charité à Saint-Josse-ten-Noode et l'année suivante à la Galerie royale. Deux expositions lui sont consacrées au Palais des Beaux-Arts de Bruxelles : en 1932 (toiles représentant l'été et l'hiver), puis en 1937 (soixante-dix toiles),.
Il organise également des expositions d'art wallon, notamment en 1949.

## Distinction
- Chevalier de l'ordre de l'ordre de Léopold II[1].